# Julienne (Francia)
Julienne è un comune francese di 457 abitanti situato nel dipartimento della Charente, nella regione della Nuova Aquitania.

## Società

### Evoluzione demografica
Abitanti censiti